# Гордиенко, Афанасий Емельянович
Афанасий Емельянович Гордиенко (1898 — 1943) — участник Великой Отечественной войны, снайпер 1-го стрелкового батальона 50-го Гвардейского стрелкового полка 15-й гвардейской стрелковой дивизии.

## Биография
Точная дата и место рождения неизвестны.
На фронте Великой Отечественной войны с 1942 года, призван Самаркандским военкоматом. Был другом Героя Советского Союза — Николая Яковлевича Ильина, тоже снайпера. Кандидат в члены ВКП(б). 
После гибели Ильина (4 августа 1943 года), его именная винтовка № КЕ-1729 была передана Афанасию Гордиенко, к которой прикрепили табличку с надписью: «Имени Героев Советского Союза X. Андрухаева и Н. Ильина». В настоящее время эта винтовка-трёхлинейка хранится в Центральном музее Вооружённых Сил СССР.
Погиб в августе 1943 года в боях за город Харьков.

## Награды
- Два ордена Красной Звезды (9.12.1942 за 75 уничтоженных фашиста, 5.02.1943 за 137 уничтоженных фашистов)
- Медаль «За оборону Сталинграда»
- Посмертно представлялся к званию Героя Советского Союза, в наградном листе был указан 425 истребленный фашист. Приказом № 0197/Н от 30.12.1943 г. войскам 37-й армии был награжден орденом Отечественной войны I степени[3].